# Sulindac
Sulindac ist eine chemische Verbindung aus der Gruppe der Indenderivate und wirkt als nichtsteroidales Antirheumatikum (NSAR).

## Gewinnung und Darstellung
Sulindac kann durch eine mehrstufige Reaktion beginnend mit der Reaktion von 4-Fluorbenzylchlorid mit Diethylmethylmalonat gewonnen werden.

## Eigenschaften
Sulindac ist ein gelblich bis braunes Pulver, das praktisch unlöslich in Wasser ist. Die Verbindung kommt in drei polymorphen Kristallstrukturen vor, die die Raumgruppe P21/c (Raumgruppen-Nr. 14) bzw. Pbca (Nr. 61) und eine noch nicht bestimmte Struktur aufweisen. Ihr Natriumsalz ist sehr gut löslich in Wasser.
Sulindac hat ein Stereozentrum an der Sulfoxidfunktion und weist cis-trans-Isomerie auf. Die Isomere sind:
- (R)-Sulindac[S 3]
- (S)-Sulindac[S 4]
- trans-Sulindac[S 5]
- trans-(R)-Sulindac[S 6]
- trans-(S)-Sulindac[S 7]

Der Arzneistoff ist ein Gemisch der cis-(R)- und cis-(S)-Formen.

## Verwendung
Sulindac wurde in den späten 1970er Jahren als Analgetikum, Antiphlogistikum und Antirheumatikum entwickelt. Als Analogon von Indomethacin zeigt es ähnliche Nebenwirkungen. Es wurde 1978 von MSD in den USA als Arzneimittel auf den Markt gebracht. In Deutschland sind keine Präparate im Handel. Es wird auch für andere Anwendungen untersucht. Es kann kolorektale Polypen (Darmpolypen) bei Patienten mit familiärer adenomatöser Polyposis zur Regression (Rückbildung) bringen, reduziert aber das Auftreten dieser Polypen und damit auch das Karzinomrisiko nicht besser als Placebo.

## Regulierung
Über den Safe Drinking Water and Toxic Enforcement Act of 1986 besteht in Kalifornien seit dem 29. Januar 1999 eine Kennzeichnungspflicht für Produkte, die Sulindac enthalten.

## Externe Links zu erwähnten Verbindungen
1. ↑  Externe Identifikatoren von bzw. Datenbank-Links zu Sulindac-Natrium:  CAS-Nr.: 63804-15-9, EG-Nr.: 264-466-9, ECHA-InfoCard: 100.058.588, PubChem: 23665561, ChemSpider: 4938097, Wikidata: Q27284904.
2. ↑  Externe Identifikatoren von bzw. Datenbank-Links zu 4-Fluorbenzylchlorid:  CAS-Nr.: 352-11-4, EG-Nr.: 206-516-4, ECHA-InfoCard: 100.005.925, GESTIS: 493018, PubChem: 9602, Wikidata: Q69999980.
3. ↑  Externe Identifikatoren von bzw. Datenbank-Links zu (R)-Sulindac:  CAS-Nr.: 190967-68-1, PubChem: 16046677, ChemSpider: 13175088, Wikidata: Q27252593.
4. ↑  Externe Identifikatoren von bzw. Datenbank-Links zu (S)-Sulindac:  CAS-Nr.: 149116-77-8, PubChem: 11245227, ChemSpider: 9420262, Wikidata: Q26998355.
5. ↑  Externe Identifikatoren von bzw. Datenbank-Links zu trans-Sulindac:  CAS-Nr.: 53933-60-1, EG-Nr.: 258-873-0, ECHA-InfoCard: 100.053.503, PubChem: 1548885, ChemSpider: 1265914, Wikidata: Q27262612.
6. ↑  Externe Identifikatoren von bzw. Datenbank-Links zu trans-(R)-Sulindac:  CAS-Nr.: 1316775-71-9, PubChem: 11861119, ChemSpider: 10035584, Wikidata: Q27269645.
7. ↑  Externe Identifikatoren von bzw. Datenbank-Links zu trans-(S)-Sulindac:  CAS-Nr.: 1316775-70-8, PubChem: 11865478, ChemSpider: 10039811, Wikidata: Q27288187.